# 𛀁
𛀁 (rōmaji: ye, pronunciado エ)　es un carácter arcaico, perteneciente al sistema silábico hiragana del idioma japonés que quedó en desuso. En la versión 6.0 de Unicode de octubre de 2010 añade este carácter dentro del bloque Suplementario de Kana (Kana Supplement, en inglés)  en U+1B001.